# 邦加檳港

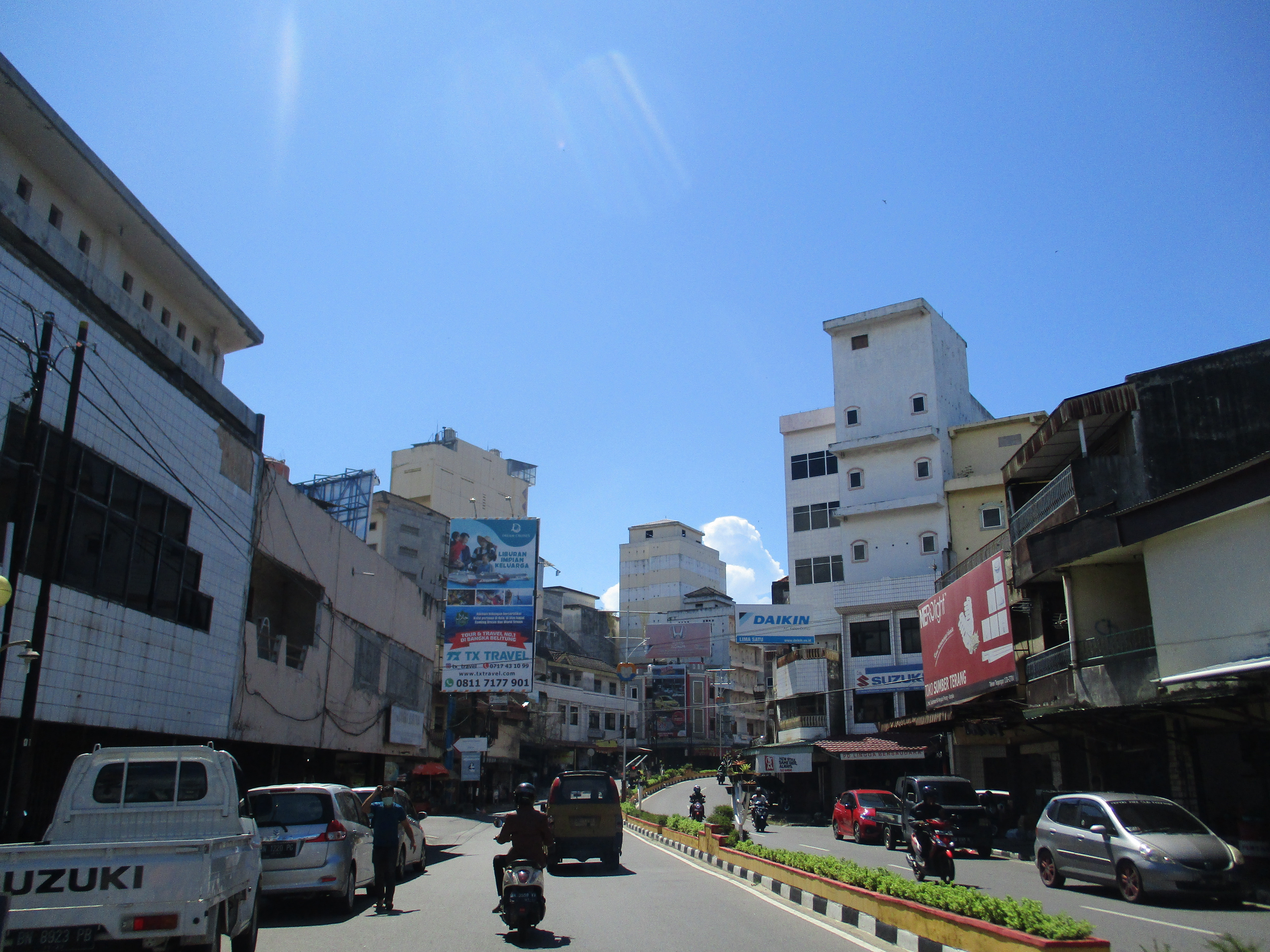
邦加檳港市（2020年）

邦加檳港又称槟港、邦加檳榔（印尼語：Pangkal Pinang）是印尼邦加島的最大市鎮，也是邦加－勿里洞省的首府。

## 地理位置
位於南緯2度10分、東經106度8分，在邦加島東岸中部。 

## 氣候
| 月份         | 1  | 2  | 3  | 4  | 5  | 6  | 7  | 8  | 9  | 10 | 11 | 12 |
| ------------ | -- | -- | -- | -- | -- | -- | -- | -- | -- | -- | -- | -- |
| 最高溫(℃)    | 28 | 28 | 29 | 30 | 30 | 30 | 30 | 30 | 30 | 30 | 29 | 28 |
| 最低溫(℃)    | 23 | 23 | 23 | 24 | 25 | 25 | 24 | 24 | 24 | 24 | 23 | 23 |
| 降雨量(毫米) | 65 | 72 | 45 | 56 | 50 | 39 | 42 | 48 | 39 | 36 | 53 | 61 |

## 人口
1990年時，人口有108,411；2005年，增至134,082。 
主要居民為馬來人，其他族群則有爪哇人、巴塔克人、布吉人和華人，當地華裔主要是18世紀由中國大陸廣東省移民過來的客家人，當地人稱之為「Peranakan」 （即「僑生兒女」）。是故當地華裔主要使用客家話，少部分使用閩南語。
邦加檳港主要信仰為伊斯蘭教，華裔則多信仰佛教和基督宗教，少數信奉道教。

## 經濟
邦加檳港是爪哇海的重要港口，主要出口貨品有錫、胡椒、魚、椰乾(copra)等。 港內亦有造船業和到爪哇海捕魚的深海漁業等。
該市內有一個機場，亦有闢路到島上的其他市鎮。
家庭工業也不少，計有紡織、編製蓆子、金工、雕刻、製籃子等。

## 景點
- 錫礦博物館 (Museum Timah)
- 中式寺廟